# Benedetto Colonna Barberini di Sciarra
Benedetto Colonna Barberini di Sciarra, italijanski duhovnik, škof in kardinal, * 22. oktober 1788, Rim, † 10. april 1863, Rim.

## Življenjepis
2. oktobra 1826 je bil imenovan za kardinala in pectore; 2. oktobra 1826 je bil razglašen.
21. maja 1829 je bil ustoličen kot kardinal-duhovnik Santa Maria sopra Minerva; pozneje je bil imenovan še na dva položaja: 2. junija 1832 v baziliki svete Marije v Trasteveru in 16. junija 1856 za S. Lorenzo in Lucina.
Sodeloval je na treh konklavah, v letih 1829, 1830-1831, 1846.
Umrl je 10. aprila 1863.